# Ambassade de Russie en Guinée-Bissau
 (mai 2021).
Si vous disposez d'ouvrages ou d'articles de référence ou si vous connaissez des sites web de qualité traitant du thème abordé ici, merci de compléter l'article en donnant les références utiles à sa vérifiabilité et en les liant à la section « Notes et références ».
L'Ambassade de Russie en Guinée-Bissau est une mission diplomatique de la fédération de Russie en république de Guinée-Bissau.
L'ambassade de Russie en Guinée Bissau est située dans la capitale Bissau.

## Histoire
| N° | Nom            | début         | fin             |
| -- | -------------- | ------------- | --------------- |
| 01 | Leonid Musatow | 25 avril 1974 | 11 février 1975 |